# Stela Popescu
Stela Popescu (n. 21 decembrie 1935, Slobozia-Hodorogea, raionul Orhei, județul Orhei, România – d. 23 noiembrie 2017, București, România) a fost o actriță română de film, radio, revistă, teatru, televiziune, voce și vodevil. A realizat cupluri artistice celebre alături de Ștefan Bănică (până la moartea acestuia) și Alexandru Arșinel.

## Biografie

### Primii ani, educație

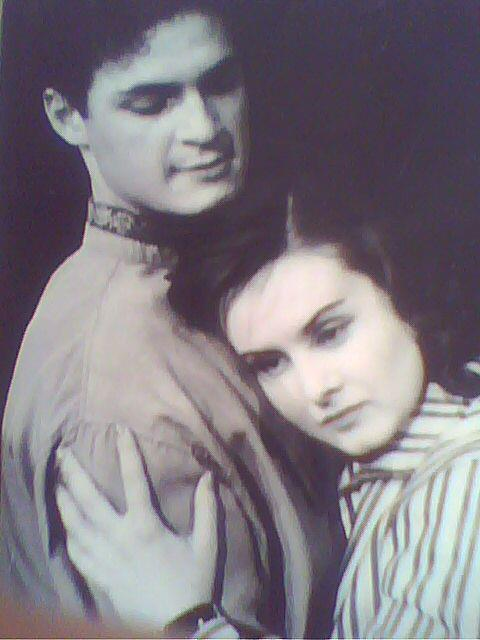
Stela Popescu și Dumitru Drăgan în Mica studentă (1960) de Nicolai Pogodin

Stela Popescu s-a născut în Slobozia-Hodorogea, Județul Orhei, într-o familie modestă de învățători. Mama ei, Valentina, era originară din satul Chiperceni, iar tatăl – Vasile Popescu – din Chiștelnița, județul Orhei, în prezent în Republica Moldova. Prima amintire pe care o are bine întipărită în memorie este invadarea Basarabiei de către armata rusă. Atunci, în 1940, tatăl ei considerat intelectual, deci dușman de clasă, este deportat în Siberia, iar mama se refugiază, împreună cu fiica în România, la Brașov. În 1953, susține examenul de admitere la facultate și este repartizată la Facultatea de Limbă Rusă „Maxim Gorki“, la care renunță după un an și jumătate când intră în echipa Teatrului Ministerului de Interne. În 1956 este admisă la Institutul de Artă Teatrală și Cinematografică, iar în paralel continuă să susțină spectacole de teatru. La sfârșitul facultății, este repartizată la Teatrul din Brașov, acolo unde ajunge să susțină 400 de spectacole pe an.

### Teatrele Constantin Tănase și de Comedie
Din 1963 până in 1969 joacă la Teatrul de Revistă „Constantin Tănase”. În anul 1965 face parte din trupa Teatrului de Revistă, care efectuează în Franța La Première Tournée Officielle du Grand Music Hall de Bucharest en France-Paris, înregistrând un succes imens pe celebra scenă de la „Olympia”. Marele om de teatru Bruno Coquatrix îi propune un contract și șansa de a juca pe scena franceză, dar refuză și revine în țară. În 1969, Stela părăsește Revista și se angajează la Teatrul de Comedie, ceea ce nu o impiedică să continue colaborarea cu Radiodifuziunea Română (pe atunci Radioteleviziunea) din 1963 până în 2017. În paralel, susține și o colaborare cu Revista Românească, sub condeiul lui Mihai Maximilian, cu care avea să se căsătorească în 1969, la puțin timp după divorțul de Dan Puican. Totodată, joacă în celebra serie de spectacole "Boema" de la Grădina Boema, spectacole care se înscriu în peisajul anti-putere pentru vremea aceea, cu succes de public foarte mare. Timp de 24 de ani cât a jucat la Teatrul de Comedie, vara, când se încheia stagiunea teatrală, juca la Revistă la Grădina Boema. 
La Teatrul de Comedie joacă din 1969 până în 1993, când revine la Teatrul de Revistă "Constantin Tănase", unde a lucrat până la decesul său.
Pe scena Teatrului de Revistă Constantin Tănase și pe cea a Teatrului de Comedie, Stela Popescu a strălucit în piese precum Omul care a văzut moartea, Mama Boema, Boema, slăbiciunea mea, și altele. A jucat 18 ani în Preșu, 12 ani în Pețitoarea și 10 ani în Plicul. A lucrat cu mari regizori, precum: Sanda Manu, Ion Cojar, Lucian Giurchescu, Valeriu Moisescu.

### Cupluri cu Ștefan Bănică și Alexandru Arșinel
Între anii 1971 și 1979 face cuplu, pe scenă și la televiziune, cu Ștefan Bănică. Cât despre longevivul cuplu umoristic Stela - Alexandru Arșinel, care a început în 1979, acesta a fost garanția umorului de calitate și în prezent, dar și în trecut, când textele scenetelor erau semnate Mihai Maximilian.

### În film și televiziune
În 1958 debutează în cinematografie în pelicula Alo?... Ați greșit numărul!. A jucat în peste 25 de filme precum Nea Mărin miliardar (1979), Pe malul stîng al Dunării albastre (1983), În fiecare zi mi-e dor de tine (1988) etc.
Stela Popescu a făcut o carieră și în televiziune. A jucat în televiziune de la înființare până în prezent, în piese de teatru și emisiuni de divertisment, reușind să transmită ceva din spiritul satiric și contestatar al Revistei prin textele unor scriitori de valoare: Mihai Maximilian, Grigore Pop, Octavian Sava sau Dan Mihăescu.
TVR a scos pe piață DVD-urile "O stea printre stele" (2006) și "Stela și Arșinel" (2005) care reunesc o parte dintre aparițiile televizate ale Stelei Popescu.

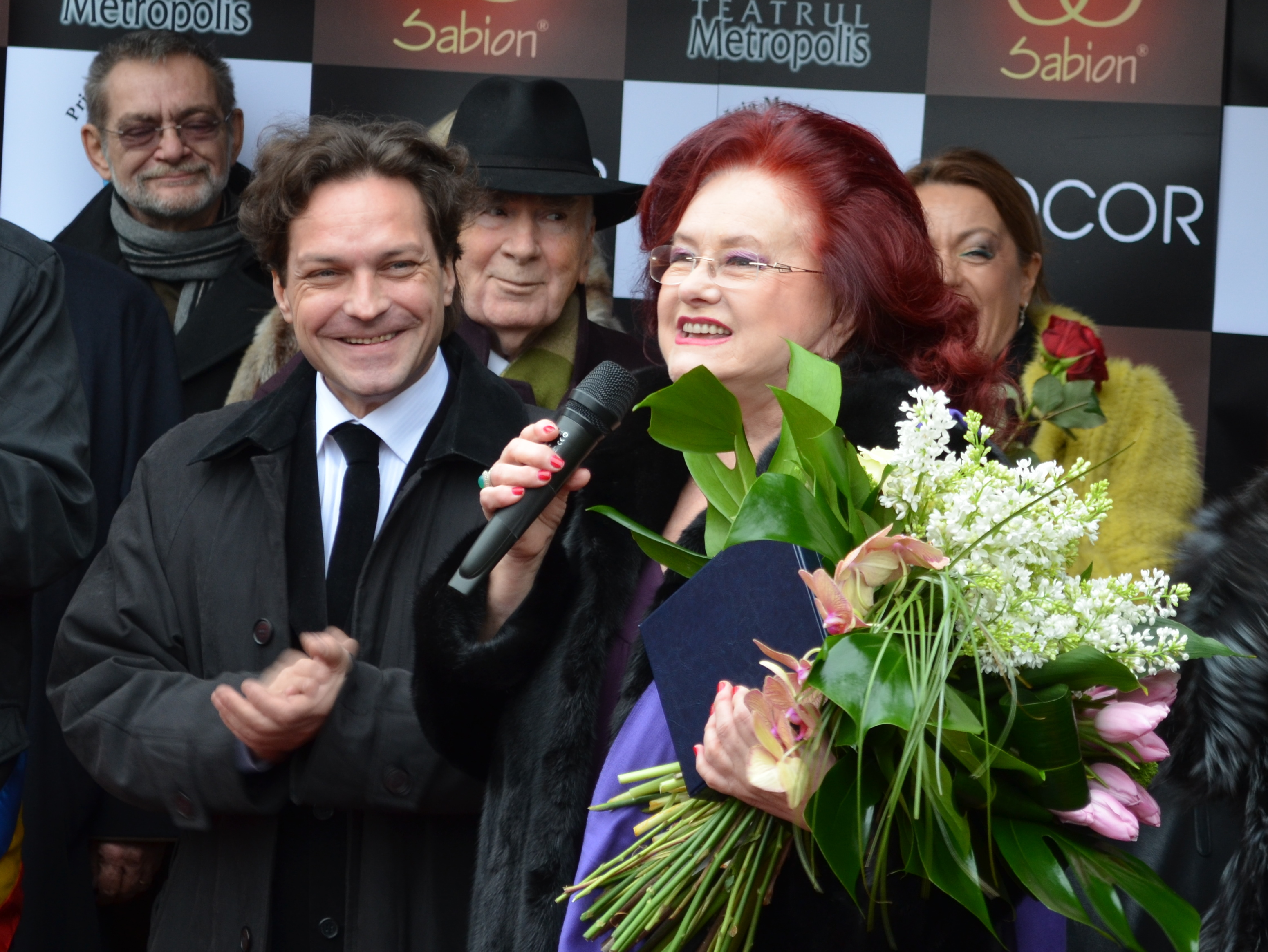
Stela Popescu și George Ivașcu

Începând jumătatea anilor '90, Stela Popescu a fost moderatoarea unor emisiuni TV pentru femei pe posturile TVR, Realitatea și Național TV.
Joacă în serialul TV "Cuscrele" (2005-2006) precum și în telenovelele "Războiul sexelor" (2007-2008), "Regina" (2008-2009) și "Aniela" (2009-2010) în rolul Coanei Chiva. În 2011 revine cu o participare specială în telenovela Iubire și Onoare.

## Decesul

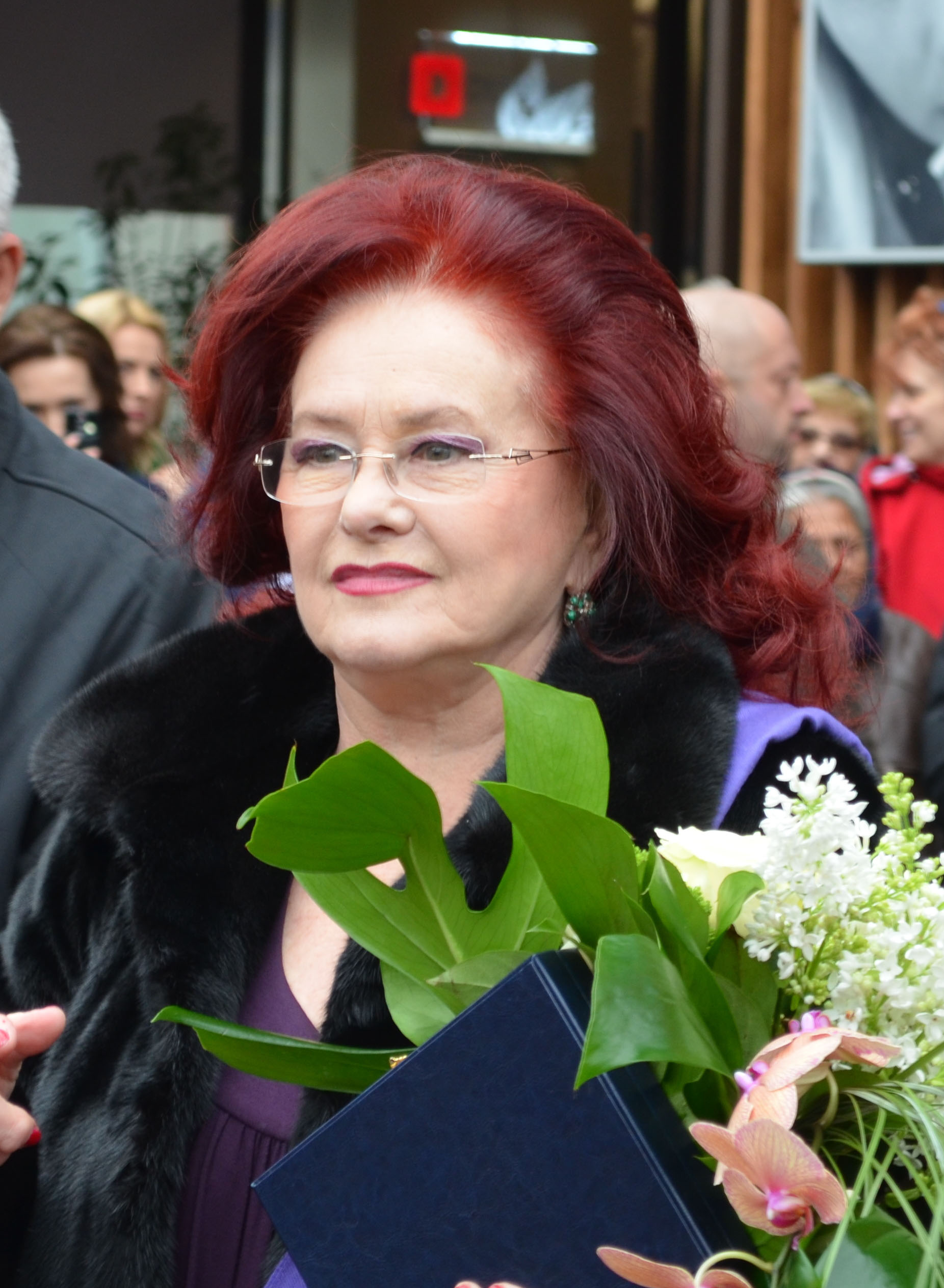
Stela Popescu (în decembrie 2011)

Pe 23 noiembrie 2017 în jurul orei 15:40, Stela Popescu a fost găsită fără semne vitale, cu rană la cap, de către fiica adoptivă Doina Maximilian, căzută în interiorul casei de pe strada Alexandru Donici din București în care locuia. După efectuarea autopsiei de către medicii legiști, s-a stabilit faptul că moartea actriței s-a produs în urma unui accident vascular cerebral masiv suferit cu mult timp înainte de a fi găsită de fiica acesteia. Se crede că decesul a avut loc cu cel puțin 12 ore înainte. Trupul artistei a fost  depus la Teatrul de Revistă Constantin Tănase. Stela Popescu a fost înmormântată cu onoruri militare lângă soțul ei, Mihai Maximilian, la Cimitirul Cernica, duminică 26 noiembrie.

## Teatru
Teatrul de Revistă Constantin Tănase (1963-1969 și 1993-2017) - selectiv
- Stela,de la Tanase (2016)
- Aplauze, Aplauze (2010)
- Revista revistelor
- Omul care a văzut moartea
- Te aștept diseară pe Lipscani
- Nevestele vesele... la Boema (1979)
- Boema, slăbiciunea mea (1980)
- În grădina bucuriilor (1975)
- Constelația Boema (1984)
- Boema, bucuria mea (1985)
- Stela, stelele și Boema (1987)
- Buna seara,Boema (1989)

Teatrul de comedie (1969-1993) - selectiv
- Dispariția lui Galy (Brecht)
- Un om egal un om (Brecht)
- Mutter Courage (Brecht)
- Mandragora (Machiaveli)
- Steaua fără nume (Mihail Sebastian)
- Preșul (Ion Băieșu) - piesă care s-a jucat 18 ani
- Pețitoarea (Thornton) - piesă care s-a jucat 12 ani
- Plicul (Rebreanu) - piesă care s-a jucat 10 ani
- Trei surori (Cehov)
- Marele feudal (Al. Mirodan)
- Curcanul
- Turnul de fildeș - Premiul pe țară pentru cel mai bun rol secundar
- Sfântul Mitică Blajinul (Aurel Baranga)
- Capcană pentru un bărbat singur (Neil Simon)

Opera Comică pentru Copii - selectiv
- Piatra din casă
- Cântăreț
- Chirița

## Teatru Radiofonic
- Agachi Flutur
- Avarul de Molière
- Burghezul gentilom
- Cafeneaua cea mică
- Catrina din Heilbrunn
- Caviar, vodka si bye bye
- Cinci cânticele
- Coana Chirița cântăreță
- Dimineața pierdută
- Din nou... Caragiale
- Divanul Persian
- Doamna ministru
- Fata cinstită de Carlo Goldoni
- Ferma de struți
- Filantropul
- Franțuzitele și un poet romantic
- Gaițele (varianta 1964)
- Gaițele (varianta 2002)
- Hangița de Carlo Goldoni
- Hades în război
- Încurcă lume
- Leac pentru chelie
- Mânastirea din Parma
- Mizantropu
- Nunta lui Figaro
- O viață pe roată
- Rinocerii  de Eugen Ionescu
- Sânziana și Pepelea
- Stăpânul tăcerii
- Suflete moarte
- Trenurile mele de Tudor Mușatescu
- Un cuib de nobili

## Seriale TV
- 2015 - Las Fierbinți - Învățătoarea
- 2011 - Iubire și onoare - Zahira Rahman
- 2010 - Moștenirea - Mariana
- 2009-2010 - Aniela - Coana Chiva
- 2008-2009 - Regina - Sofia Rădulescu
- 2007-2008 - Războiul sexelor - Tincuța
- 2005 - Cuscrele – Mona Panduru, mama lui Temirodion Panduru
- 1989 - Misiunea

## Filmografie
- Alo?... Ați greșit numărul! (1958)
- Faust XX (1966)
- Vin cicliștii (1968)
- Pantoful Cenușăresei (1969)
- Astă seară dansăm în familie (1972)
- Despre o anume fericire (1973)
- Elixirul tinereții (1975)
- Cantemir (1975)
- Ultima noapte a singurătății (1976)
- Tufă de Veneția (1977)
- Drumuri în cumpănă (1979)
- Nea Mărin miliardar (1979)
- Am o idee!... (1981)
- Ana și „hoțul” (1981)
- Grăbește-te încet (1982)
- Pe malul stîng al Dunării albastre (1983)
- Căruța cu mere (1983)
- Un petic de cer (1984)
- Galax (1984)
- Zbor periculos (1984)
- Vară sentimentală (1986) - soția brigadierului Stroe
- Figuranții (1987)
- Secretul lui Nemesis (1987)
- În fiecare zi mi-e dor de tine (1988)
- Muzica e viața mea (1988)
- Maria Mirabela în Tranzistoria (1989)
- A doua cădere a Constantinopolului (1994)
- Sexy Harem Ada Kaleh (2001)
- Las Fierbinți (serial PRO TV, 2017) - directoarea scolii (aparitie episodica)
- Mamaia (2013)
- Rămâi cu mine (2013)
- Toată lumea din familia noastră (2012)
- Războiul sexelor (serial Acasă TV, 2007)
- Mașini și Mașini 2 - dublaj Flo (voce vers.română) (2006), (2011)
- Cuscrele (serial National TV, 2005)
- Despre o anumită fericire (1973)
- Recomandări (1971) (TV)
- Sărutul (1965)
- Omul de lângă tine (1961)

## Premii și distincții
- Medalia Meritul Cultural clasa I (12 septembrie 1968) „pentru merite în activitatea muzicală”[13]
- Ordinul Meritul Cultural în grad de Comandor, Categoria D - „Arta Spectacolului”, (7 februarie 2004) „în semn de apreciere a întregii activități și pentru dăruirea și talentul interpretativ pus în slujba artei scenice și a spectacolului”[14]
- Ordinul național „Steaua României” în grad de cavaler (21 decembrie 2015) pentru dragostea și talentul de care a dat dovadă în promovarea artei teatrale[15]

În data de 10 septembrie 2013, regele Mihai I al României i-a conferit, (prin fiica sa, principesa Margareta) într-o ceremonie care a avut loc la Castelul Peleș din Sinaia, Decorația Regală „Nihil Sine Deo”.
În data de 9 iunie 2016, Președintele Republicii Moldova, Nicolae Timofti, i-a conferit titlul onorific „Artist al Poporului” în semn de înaltă apreciere a meritelor deosebite în promovarea artei teatrale și cinematografice, pentru succese remarcabile în activitatea de creație și contribuție substanțială la dezvoltarea relațiilor culturale dintre România și Republica Moldova.